# Giả thuyết Kurgan
Giả thuyết Kurgan, còn gọi là thuyết thảo nguyên, thuyết Kurgan hay mô hình Kurgan, là giả thuyết được công nhận rộng rãi nhất ngày nay về nguồn gốc phát tích và phát triển của tiếng Ấn-Âu nguyên thủy. Đặt tên theo từ kurgan (курга́н, một loại nấm mộ) trong tiếng Nga, giả thuyết này cho rằng tiếng Ấn-Âu nguyên thủy khả năng cao là ngôn ngữ của nền văn hóa Kurgan ở vùng thảo nguyên Hắc Hải.
Giả thuyết ban đầu được phát triển bởi Otto Schrader (1883) và Vere Gordon Childe (1926), sau đó đến những năm 1950 thì được Marija Gimbutas hệ thống hóa, nhóm một số nền văn hóa tiền sử với nhau, trong đó có văn hóa Yamna và các tiền thân của nó. Đến những năm 2000, David Anthony lại lấy văn hóa Yamna làm trung tâm hệ quy chiếu của thuyết này.
Gimbutas định nghĩa văn hóa Kurgan bao gồm có bốn giai đoạn nối tiếp nhau, trong đó giai đoạn 1 bao gồm văn hóa Samara và văn hóa Seroglazovo thuộc thời kì đồ đồng ở khu vực Dnepr-Volga (đầu thiên niên kỉ 4 TCN). Cư dân của các nền văn hóa này có đời sống du mục, và đến đầu thiên niên kỉ 3 TCN họ đã lan tỏa ra khắp miền thảo nguyên Caspi-Hắc Hải và xuất hiện ở cả Đông Âu.
Nghiên cứu di truyền học gần đây phát hiện ra rằng một nhóm cư dân mang haplogroup nhiễm sắc thể Y và có dấu hiệu di truyền rất đặc trưng đã di cư vào châu Âu và Nam Á từ thảo nguyên Caspi-Hắc Hải vào khoảng thiên niên kỉ 2 và 3 TCN. Phát hiện này góp phần giải thích cho sự lan rộng của một số ngôn ngữ Ấn-Âu và phần nào bác bỏ giả thuyết Anatolia (đề xuất cho rằng tiếng Ấn-Âu nguyên thủy có nguồn gốc từ Tiểu Á thời kì đồ đá mới).

## Lịch sử

### Tiền thân
Về vấn đề đất phát tích của người Ấn-Âu nguyên thủy, từ thế kỉ 19, các học giả Đức như Theodor Benfey (1869), Victor Hehn (1870) và Otto Schrader (1883, 1890) đã đề ra luận điểm cho rằng họ là những cư dân du mục ở thảo nguyên Caspi-Hắc Hải, còn Theodor Poesche lại đưa ra giả thuyết xuất xứ từ vùng đầm lầy Pinsk. Karl Brugmann nghiêng về giả thuyết của Schrader nhưng cũng cho rằng giới khoa học đương thời chưa có đủ khả năng để đưa ra kết luận về đề tài này. Tuy nhiên, từ sau khi công trình năm 1883 của Karl Penka bác bỏ giả thuyết về cho rằng người Ấn-Âu nguyên thủy có nguồn gốc từ bên ngoài châu Âu, giới học giả nhìn chung nghiêng về giả thuyết nguồn gốc Bắc Âu.
Nhiều học giả vẫn ủng hộ giả thuyết nguồn gốc Biển Đen, trong đó có Vere Gordon Childe và Ernst Wahle. Một trong những học trò của Wahle là Jonas Puzinas, thầy dạy của Marija Gimbutas. Về phần Gimbutas, với những bằng chứng khảo cổ từ Liên Xô và Đông Âu mà giới học giả phương Tây khó có thể tiếp cận, bà đã thành công khai phá một bức tranh rõ nét hơn về châu Âu tiền sử.

### Tổng quan
Trong tập 1 của cuốn The Prehistory of Eastern Europe (Đông Âu tiền sử, 1956), Gimbutas đã dựa trên việc kết hợp các bằng chứng khảo cổ học và ngôn ngữ học mà đề xuất mô hình Kurgan để xác lập vùng thảo nguyên Caspi-Hắc Hải là urheimat của người Ấn-Âu nguyên thủy nói các phương ngữ Ấn-Âu nguyên thủy giai đoạn muộn. Cũng theo mô hình này, đến khoảng năm 3000 TCN thì văn hóa Kurgan đã lan ra toàn miền thảo nguyên này và giai đoạn Kurgan IV chính là văn hóa Yamna.